# Pokémon Colosseum
Pokémon Colosseum er et rollespil udviklet af Genius Sonority, udgivet af The Pokémon Company og distribueret af Nintendo som en del af Pokémon-serien. Den blev udgivet på GameCube-konsollen den 21. november 2003 i Japan, den 22. marts 2004 i Nordamerika og den 14. maj 2004 i Europa. I modsætning til tidligere titler i serien, så er der ingen random encounters (tilfældige møder med Pokémon); i stedet stjæler spilleren Pokémon fra andre Trænere. Spillet har også flere forskellige singleplayer- og multiplayer-modes.
Spillet foregår i Orre-regionen. Man spiller som hovedpersonen Wes, et tidligere medlem af den onde organisation Team Snagem. Spillet igennem redder spilleren "Shadow Pokémon" (Skygge-Pokémon)—Pokémon vis hjerter er blevet formørket af Team Cipher, den anden onde organisation, som findes i Orre-regionen—ved at stjæle dem. Rui, en NPC, agerer som Wes' makker og kan identificere Shadow Pokémon.
Pokémon colosseum blev vist frem ved E3 2003. Hvis man forudbestilte spillet i Nordamerika, så fik man en bonusdisk med, hvorfra spilleren kunne hente den Mytiske Pokémon Jirachi. Ved spillets udgivelse faldt det i god jord med anmelderne, som roste spillet for dets grafik og musik. Spillet var en kommerciel succes med 1,15 millioner eksemplarer solg i USA og 656.270 i Japan.